# Trava (otok)
Trava je nenaseljen otoček v Jadranskem morju, ki pripada Hrvaški in je del Cavtatskih otokov.
Otok je delno pokrit z redko vegetacijo.
Površina otoka je 5084 m2. Dolžina obalnega pasu je 314 m, najvišji vrh pa se dviga 10 metrov od morja.
Otok je del ornitološkega rezervata črnoglavega galeba.